# 帕納羅河

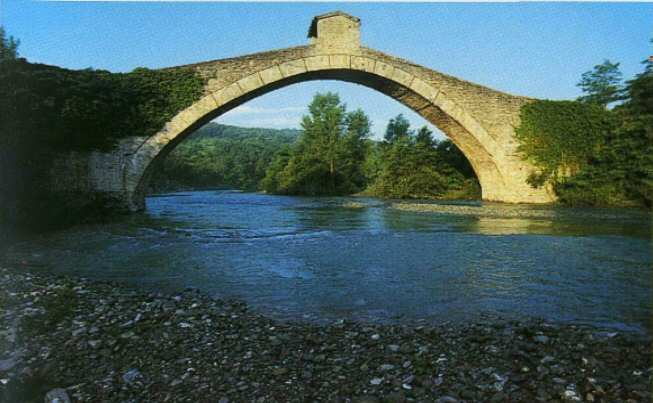

帕納羅河是意大利的河流，位於該國北部艾米利亞-羅馬涅，屬於波河的右支流，河道全長148公里，流域面積2,292平方公里，平均流量每秒37立方米，河口處在費拉拉附近。
44°55′N 11°25′E / 44.917°N 11.417°E